# René Berthod
Pour les articles homonymes, voir Berthod.
René Berthod, né le 7 février 1948 à Château-d'Œx, est un skieur alpin suisse qui a mis fin à sa carrière sportive à la fin de la saison 1976.

## Palmarès

### Coupe du monde
- Meilleur classement au Général : 12e en 1975 et 1976.
- 5 podium en course (5 en Descente).